# لفظ بربري
اللفظ البربري (من برابرة)، عند الإغريق في الأصل، يطلق على الخطأ في قواعد اللغة، وقواعد علم الصرف على الخصوص. يرادفه في الاصطلاح العربي اللفظ الوحشي ويعبر عنه بغرابة الاستعمال وخلاف القياس اللغوي. ويُقال لهذا العُجمة.

## اتظر أيضًا
- لفظ صولي